# Frank Fabra
Frank Yusty Fabra Palacios (ur. 22 lutego 1991 w Nechí) – kolumbijski piłkarz z obywatelstwem argentyńskim występujący na pozycji lewego obrońcy w argentyńskim klubie Boca Juniors oraz w reprezentacji Kolumbii. Wychowanek Envigado, w swojej karierze grał także w takich zespołach jak Deportivo Cali oraz Independiente Medellín. Znalazł się w kadrze na Copa América 2016.